# 指尖传出的真挚热情
《指尖传出的真挚热情：轻浮的男消防员用笔直的眼神注视并抱着我》是创作的漫画。ComicFesta根据该漫画改编的电视动画《指尖传出的真挚热情：青梅竹马是消防员》第一季于2019年7月至9月播出，第二季于2021年7月至8月播放。

## 故事简介
藤桥凉，24岁，在工厂上班的女白领。她儿时的青梅竹马名叫水野飒马，如今是一名消防员。她受飒马所托一起举办联谊会，但是因为飒马性格轻浮，凉对他多有抱怨。然而，某日晚上，凉所住的公寓突发大火，被飒马所救后，只好搬到他家暂住。经过一段时间的同居后，凉发现飒马居然已经暗恋自己很久了。

## 角色
电视动画第一季配音演员分别为普通版/完整版，第二季分别为直播版/付费版。
藤桥凉（ Fujihashi Ryō），配音：高森奈津美（普通版）；長妻樹里（完整版）
本作主角，是水野飒马的青梅竹马，是一名普通的办公室女职员。
水野飒马（ Mizuno Sōma），配音：伊東健人（普通版）；マーガリン天狗（完整版）
本作主角，25岁，是藤桥凉的青梅竹马，是樱丘消防局的一名消防员，一直暗恋凉。
泉友贵（ Izumi Yūki），配音：高塚智人（普通版）；井伊筋肉（完整版）
飒马的同事，在消防员学校的朋友，25岁。
羽濑淳（ Hase Jun），配音：駒田航（普通版）；あさぎ夕（完整版）
动画原创角色，是飒马和友贵的上司，对女性很温柔，28岁。
渡边翠（ Watanabe Midori），配音：本多真梨子（普通版）；青葉林檎（完整版）
凉的同事，也是办公室女职员，23岁。
篠田彩子（ Shinoda Ayako），配音：井澤詩織（普通版）；月野きいろ（完整版）
动画原创角色，跟凉、翠和恵美不在一家公司上班，也是办公室女职员，27岁。
笹原惠美（ Sasahara Megumi），配音：原嶋燈（普通版）；鹿瀬紫卯（完整版）
凉的同事，也是同期的办公室女职员，25岁。
日高玲（ Hidaka Rei），配音：土岐隼一（普通版）；天野晴（完整版）
第二季登场人物，凉在高中时期的前男友，目前在美容院工作，25岁。
松井茜（ Matsui Akane），配音：中村櫻（普通版）；秋本ねりね（完整版）
第二季登场人物，玲的上司，美容院高级研究员。在工作上十分可靠，在爱情上却有少女的一面，31岁。

## 出版书籍

### 漫画
《指尖传出的真挚热情：轻浮的男消防员用笔直的眼神注视并抱着我》由川野タニシ创作，于2018年9月起在めちゃコミック上连载。 后由彗星社发行单行本，共7卷。
漫画英文版由七海娱乐公司翻译，在美国地区以成年作品发行。
- 1. 2019年1月18日发售[11]、ISBN 978-4-434-25430-7
  2. 2019年7月18日发售[12]、ISBN 978-4-434-26041-4
  3. 2020年2月18日发售[13]、ISBN 978-4-434-26916-5
  4. 2020年11月18日发售[14]、ISBN 978-4-434-27922-5
  5. 2021年6月18日发售[15]、ISBN 978-4-434-28702-2
    - 小冊子付特装版（同日发售[16]）、ISBN 978-4-434-28701-5

  6. 2021年12月18日发售、ISBN 978-4-434-29440-2
  7. 2022年6月18日发售、ISBN 978-4-434-30140-7

### 电视动画
2019年5月，ComicFesta宣布漫画动漫化，电视动画命名为：《指尖传出的真挚热情：青梅竹马是消防员》，2019年7月8日至9月1日间，在Tokyo MX以5分钟动画短片形式播出。动画由彗星社制作，わたせとしひろ担任监督。动画分为普通版和完整版，采用不同的配音演出。普通版为电视播出版本，完整版包含性爱内容，在ComicFesta网站上播出。
2021年7月5日开始播放动画第二季，由第一季的原版人马继续演绎。

#### 主題歌
「BLAZING LUV!!」
第1季主題歌。作词：は火ノ岡レイ，作曲、编曲：森田交一。普通版动画主题曲由角色消防员水野颯馬（伊東健人）、泉友貴（高塚智人）和羽瀬淳（駒田航）演唱。完全版由［水野颯馬（マーガリン天狗）、泉友貴（井伊筋肉）、羽瀬淳（あさぎ夕）演唱。
「ドクセンテキ・パッション」
第2季主題歌。作词：G-zass，作曲、编曲：かねこかずき、ジョーカーサウンズ株式会社。歌曲由水野颯馬（オンエア版：伊東健人、プレミアム版：マーガリン天狗）和日高玲（オンエア版：土岐隼一、プレミアム版：天野晴）演唱。

#### 各话列表
| 話數                                         | 日文標題                                               | 中文標題                                     | 分鏡                                         | 演出                                         | 作畫監督                                     | 總作畫監督                                   |
| 第一季：指尖传出的真挚热情：青梅竹马是消防员 | 第一季：指尖传出的真挚热情：青梅竹马是消防员           | 第一季：指尖传出的真挚热情：青梅竹马是消防员 | 第一季：指尖传出的真挚热情：青梅竹马是消防员 | 第一季：指尖传出的真挚热情：青梅竹马是消防员 | 第一季：指尖传出的真挚热情：青梅竹马是消防员 | 第一季：指尖传出的真挚热情：青梅竹马是消防员 |
| -------------------------------------------- | ------------------------------------------------------ | -------------------------------------------- | -------------------------------------------- | -------------------------------------------- | -------------------------------------------- | -------------------------------------------- |
| 第1話                                        | 今夜、俺んち…来る？                                    | 今晚、要来…我家吗？                          | わたせとしひろ                               | わたせとしひろ                               | 佐藤勝行                                     | 佐藤勝行                                     |
| 第2話                                        | シャワーしてるだけなのに…きもちい？                    | 明明只是在淋浴…却很舒服？                    | 石倉礼                                       | 石倉礼                                       | 那須玲奈                                     | 佐藤勝行                                     |
| 第3話                                        | おまえが隠しごと話すまで、止めねぇ。                   | 直到你说出隐瞒的话为止、都不住手。           | わたせとしひろ                               | わたせとしひろ                               | 服部憲知 櫻井拓郎 はっとりますみ             | 佐藤勝行 牙威格斗                            |
| 第4話                                        | そんな色っぽい浴衣姿見せられて、我慢できるかよ。       | 让我看见这么诱人的浴衣、怎么可能忍得住。     | わたせとしひろ                               | わたせとしひろ                               | 服部憲知 櫻井拓郎 はっとりますみ             | 佐藤勝行                                     |
| 第5話                                        | 他の男が声掛けるの、黙って見てなきゃいけないなんて……。 | 居然要我隐忍住、其他男人想你搭讪…。          | 石倉礼                                       | 石倉礼                                       | 那須玲奈                                     | 佐藤勝行                                     |
| 第6話                                        | 夜のプールなんて、誰も来ない……だろ？                   | 晚上的游泳池、没人会来…吧？                  | 石倉礼                                       | 石倉礼                                       | 那須玲奈 服部憲知 櫻井拓郎                   | 佐藤勝行 牙威格斗                            |
| 第7話                                        | 絶対に助けるから。                                     | 绝对会救你的。                               | わたせとしひろ                               | わたせとしひろ                               | 那須玲奈 櫻井拓郎 利根川渡                   | 佐藤勝行 牙威格斗                            |
| 第8話                                        | 今は俺のことだけ見てろ。                               | 现在只需要看着我                             | わたせとしひろ                               | わたせとしひろ                               | 那須玲奈 服部憲知 利根川渡                   | 佐藤勝行 牙威格斗                            |
| 第二季：指尖传出的真挚热情2：恋人是消防员    |                                                        |                                              |                                              |                                              |                                              |                                              |
| 第1話                                        | 誕生日、おめでとう。                                   | 生日快樂。                                   | わたせとしひろ                               | わたせとしひろ                               | Lee Se Jong                                  | 佐藤勝行 西田美弥子                          |
| 第2話                                        | だから、しっかり涼を充電しとく。                       | 所以、要用涼好好充電一下                     | わたせとしひろ                               | わたせとしひろ                               | 西川真人 片岡恵美子 Charlie 三沢聖也         | 佐藤勝行 西田美弥子                          |
| 第3話                                        | 頑張ったご褒美がほしい、今すぐ。                       | 我想要努力後的獎勵、現在就要                 | 川奈可奈                                     | 本山竜                                       | Lee Se Jong                                  | 佐藤勝行 西田美弥子                          |
| 第4話                                        | そのまま電話していいよ。                               | 就在這裡接電話吧。                           | 川奈可奈                                     | 本山竜                                       | スタジオギガ                                 | 佐藤勝行 西田美弥子                          |
| 第5話                                        | 俺の彼女だ。絶対に渡さねえ。                           | 她是我的女朋友。絕對不會給你。               | 川奈可奈                                     | 本山竜                                       | Lee Se Jong                                  | 佐藤勝行 西田美弥子                          |
| 第6話                                        | どれくらい好きか、キスで教えて。                       | 用接吻來告訴我、你有多喜歡我                 | わたせとしひろ                               | 本山竜                                       | 西川真人 大飛龍狂一 阿部楓子                 | 佐藤勝行 西田美弥子                          |
| 第7話                                        | もう一回聞きたい。言わないと後悔させる。               | 想要聽你再說一次。不說的話會讓你後悔的。     | わたせとしひろ                               | わたせとしひろ                               | Lee Se Jong                                  | 佐藤勝行 西田美弥子                          |
| 第8話                                        | あの頃は幼馴染だったけど、今は恋人ってことが。         | 那時候是青梅竹馬、現在是戀人。               | わたせとしひろ                               | わたせとしひろ                               | Lee Se Jong 西田美弥子 西川真人              | 佐藤勝行 西田美弥子                          |